# 阪奈自動車教習所

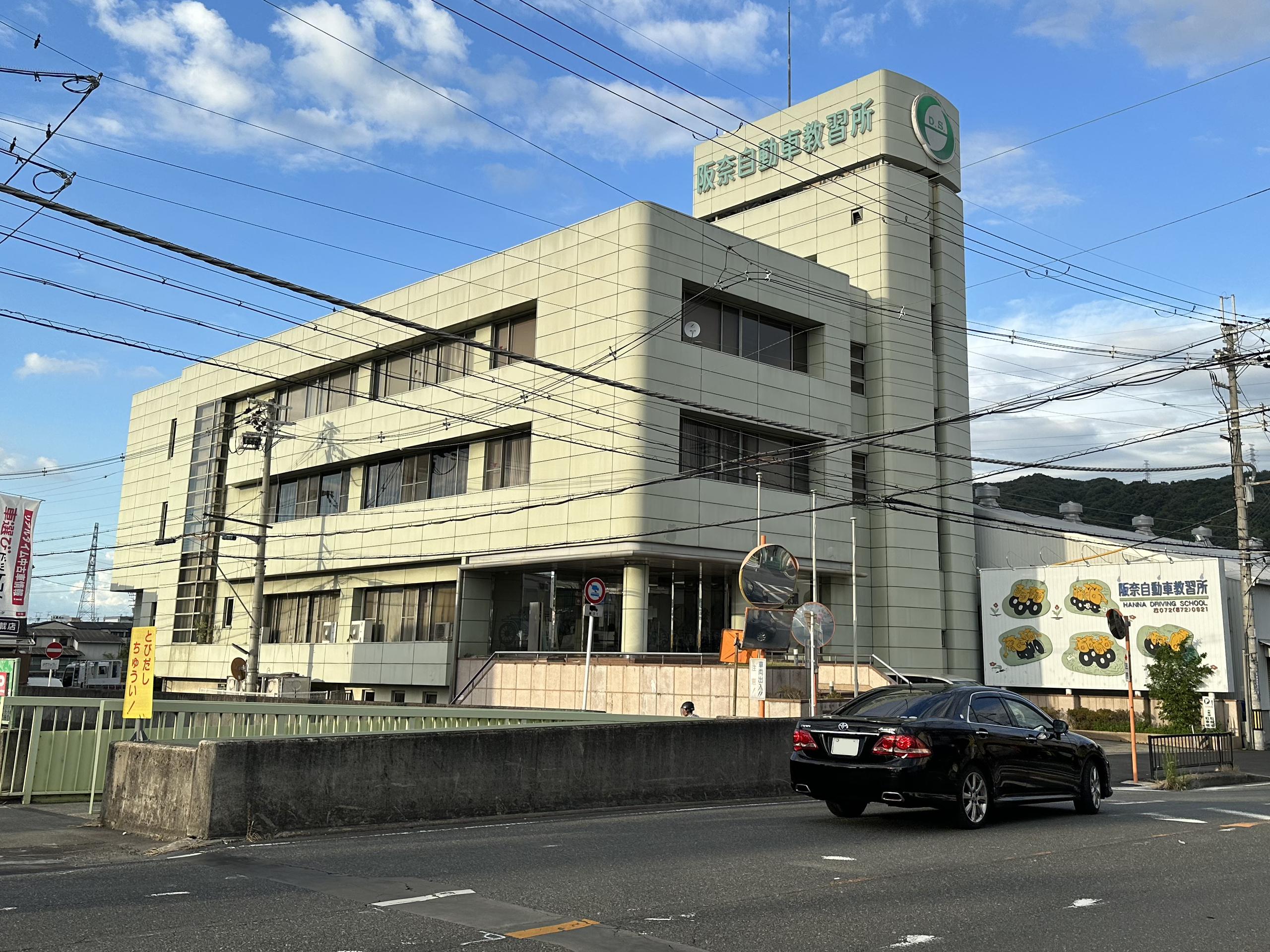
阪奈自動車教習所（2023年）

株式会社阪奈自動車教習所（はんなじどうしゃきょうしゅうじょ）は、大阪府大東市に所在する大阪府公安委員会指定の自動車教習所を運営する企業。
「大型特殊」・「けん引」を除く全ての教習科目で教習を実施している《特に「大型」・「大型二種」・「中型二種」の各教習科目について、大阪府中部地区ブロック内に所在する指定自動車教習所13校の中では当校が唯一の教習実施校となっている（2014年4月1日現在）》。

## 取得できる免許
- 第一種・第二種普通自動車（MT・AT）
- 第一種・第二種中型自動車
- 第一種・第二種大型自動車
- 自動二輪（大型・普通・小型）

※「普通」・「大型二輪」・「普通二輪」の各教習科目については、聴覚障害者に対する教習も実施可能

## 所在地
- 大東市平野屋新町2-2